# Clyde Alexander
Clyde Charles Alexander (* 1. Juli 1892 in Fresno, Kalifornien; † 27. Juni 1963) war ein US-amerikanischer Brigadegeneral der US Army.

## Leben
Alexander absolvierte nach dem Schulbesuch eine Offiziersausbildung und war anschließend Offizier der Feldartillerie, mit der er am Ersten Weltkrieg teilnahm. Nach Kriegsende wurde er zum Büro der US-Nationalgarde versetzt und war dort zunächst seit dem 13. Oktober 1938 stellvertretender Leiter sowie nach seiner Beförderung zum Oberstleutnant (Lieutenant-Colonel) vom 13. Juli 1940 bis zum 27. November 1941 Leiter der Versorgungsabteilung. Nachdem er am 24. Dezember 1941 zum Oberst (Colonel) befördert worden war, fungierte er zunächst als Kommandeur (Commanding Officer) des 72. Feldartillerieregiments (72nd Field Artillery Regiment) sowie im Anschluss zwischen dem 27. Mai und dem 6. Juli 1942 als Kommandeur der Artillerie der Americal Division, die während des Pazifikkrieges auf den Salomonen und den Philippinen eingesetzt wurde. 
Im Anschluss fungierte Alexander seit Juli 1942 zunächst als stellvertretender Chef des Stabes sowie zeitweise als kommissarischer Chef de Stabes der Versorgungstruppen in der Region Südwestpazifik SWPA (Southwest Pacific Area), ehe er nach seiner Beförderung zum Brigadegeneral (Brigadier-General) am 3. Februar 1943 Chef de Stabes der Versorgungstruppen in der Region Südwestpazifik wurde. Diese Funktion bekleidete er bis November 1944. Nach Endes des Zweiten Weltkrieges fand er weitere Verwendungen in der US Army und wurde am 6. Dezember 1948 für seine Verdienste im Pazifikkrieg mit der Army Distinguished Service Medal geehrt. Darüber hinaus erhielt er die Army Commendation Medal und trat im Juli 1952 in den Ruhestand.